# Chymozin

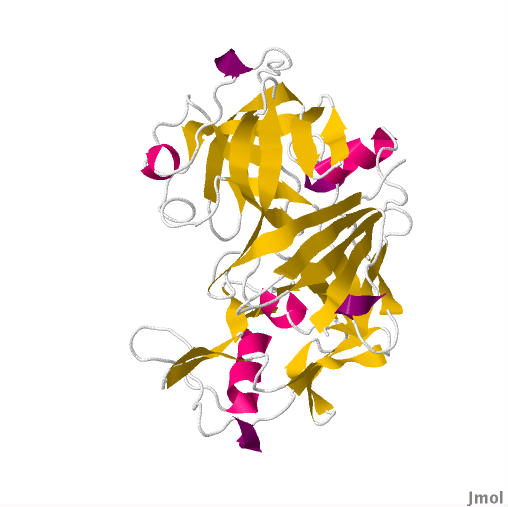
Trojrozměrný model telecího chymozinu

Chymozin nebo také rennin je enzym řazený mezi žaludeční endopetidázy a podle přítomné katalytické skupiny mezi aspartátové proteázy.
Zejména u mláďat savců přežvýkavců usnadňuje trávení mléka, když v prostředí vápenatých iontů katalyzuje štěpení mléčné bílkoviny kaseinu koagulující přes hydrofobní parakasein až na nerozpustný parakaseinát vápenatý. Tím zpomaluje průchod mléka trávicím traktem a umožňuje trávení v něm obsažených živin. V rané fázi vývoje chymozin nahrazuje funkci nedostatečně tvořeného pepsinu, s nímž je nejaktivnější v kyselém žaludečním prostředí. Vylučovaný proenzym prochymosin je aktivován kyselinou chlorovodíkovou. V dospělosti je produkce chymosinu nízká či absentuje.
Pro potravinářské účely se získává z kravských nebo ovčích žaludků, či moderně produkovaný mikroorganizmy jako rekombinantní chymosin. Využívá se při výrobě sýrů jako aktivní složka syřidla. U ptáků chymozin absentuje. Vyskytuje se zejména u čtyřnožců, ačkoli je známo, že je produkován přežvýkavci ve sliznici slezu. Mezi nepřežvýkavé druhy, které jej vytvářejí patří prasata, kočky, tuleni a kuřata. U lidí se pro chymozin nachází pseudogen na chromozomu 1, jenž nekóduje vznik bílkoviny. K trávení mléka jsou využívány pepsin a lipáza.